# Стари град Кључ (Гацко)
Кључ је средњовјековни град у Републици Српској, подигнут је на југозападном обронку планине Бабе, под Рудим брдом, село Кључ општина Гацко. Национални је споменик Босне и Херцеговине.

## Историја и положај
Саграђен је на врлетним стјенама, тешко приступачном терену, концем 14. вијека. Град се простире на око 4000 m². Прилаз му је једино могућ са источне стране. Кључ се дјели на горњи и доњи град. Доњи град се простире на површини од око 2.500 m². Источни и западни бедеми доњег града су и данас видљиви до висине од око 1 метар. Горњи град је четвероугаоне основе, површине око 1.350 m². Главни улаз у горњи град налазио се у источном бедему, близу сјевероисточног угла.
Кључ је био сједиште великог војводе Сандаља Хранића, а затим је био у власти његовог наслиједника Стефана Вукчића Косаче. Са продорима Турака град је пао између 1466 и 1468. године. Турски путописац Евлија Челеблија записао је, да је град Кључ грађен на пет углова од тесаног камена. У граду је била формирана и Кључка капетанија, после аустријског пораза 1737- 1739. године, са циљем да се границу чува од упада из Црне Горе. Изгубио је функцију у 19. вијеку, а два топа са тврђаве пренесена су у Земаљски музеј у Сарајеву.
На улазу у тврђаву налазe се двије камене столице и стећак.